# Dicranomyia (Dicranomyia) harpax
Dicranomyia (Dicranomyia) harpax is een tweevleugelige uit de familie steltmuggen (Limoniidae). De soort komt voor in het Neotropisch gebied.